# گلن فرگوسن
گلن فرگوسن (انگلیسی: Glenn Ferguson؛ زادهٔ ۱۰ ژوئیهٔ ۱۹۶۹) بازیکن فوتبال اهل بریتانیا است.
از باشگاه‌هایی که در آن بازی کرده‌است می‌توان به باشگاه فوتبال گلناون و باشگاه فوتبال لینفیلد اشاره کرد.
وی همچنین در تیم ملی فوتبال ایرلند شمالی بازی کرده‌است.